# GARO -VERSUS ROAD-
『GARO -VERSUS ROAD-』（ガロ バーサスロード）は、2020年4月より独立局・TOKYO MXほかで放送された連続テレビドラマ作品。キャッチコピーは「牙狼GARO新章  勝つのは誰だ─」。
実写ドラマ・アニメ・舞台など、様々なメディア・表現様式で多数の作品が制作・展開されている「牙狼〈GARO〉シリーズ」（以下「GAROシリーズ」）15周年記念作品として作られた。

## 概要
『牙狼』シリーズの実写テレビドラマとしては2018年に制作・放送された『神ノ牙-JINGA-』に次ぐ作品でシリーズ総監督の雨宮慶太も引き続き原作留まりであるが、従来のシリーズとは世界観を一新。『JINGA』までの全作品で概ね継承されてきた「魔戒騎士」「魔導具」といった基本設定は物語の後半までほぼ登場せず、替わりに「VR」「デスゲーム」「ネット動画配信（者）」などといった現代的な設定が数多く採られている。

## 制作
1,2話は牙狼のことを知らない人がたまたま見ても見続けてもらうように、スピーディな演出を心掛け、カッティングも短くしている。
高い身体能力を持つ登場人物だけではアクションに面白みがないため、ジェンダーレスモデルを入れて、異なるアクションが作れるように意識している。

## 物語
年齢も地位も生き方も異なる100人が、オンラインゲーム「GARO -VERSUS ROAD-」の世界で目覚めた。ゲームの案内人「シュカ」は彼らに「様々なステージをクリアし勝ち続け、望むもの全てと最強の称号“黄金騎士ガロ”を得よ」と説明する。
最初は単なるゲームと考えていた人々は、「敵」である存在・ホラーに狩られ命を落とす者を目の当たりにすると、やがてゲームクリアと生き残るため本性を露わにし、裏切りや策謀を巡らせて戦い合い、一人また一人と消えていく。
その光景を、ある場所で座して見守る男は呟く。「お前たちの“陰我”で、ガロを満たせ」と。

## 登場人物

### 騎士
「GARO -VERSUS ROAD-」（以下「VERSUS ROAD」）の世界に召喚されたプレイヤーたちの呼称。

#### 主なプレイヤー（騎士）
空遠 世那（）
演 - 松大航也
主人公。現代に生きる青年男性。すこし正義感が強めなところが目立つ以外は普通の大学生。身体的にもボクシングを趣味で軽く嗜む程度で特筆するほどでは無い。“VERSUS ROAD”の騎士として過酷なゲームを生き残るため、親友である翔李を助けつつ共闘するうちに自身でも気が付かなかった心の闇を開放していく。基本的に救いの手を求める者を見捨てることができない善良な性格だが、頭に血が上ると好戦的となる面も持つ。一回戦では“VERSUS ROAD”の実態を知らなかったため不可抗力で浪岡を殺めてしまったが、それでも以降は不殺を貫いている。
3回戦でホラーと化し、自らを殺してほしいと懇願した星合を手にかけることができず自ら命を絶たせてしまった後、煮え切らない態度と迷いを4回戦で天羽に叱咤された。
その後、自ら魔剣を振るいアンデッドと化した日向をゲームオーバーにしたのち、牙狼の称号を望まず、ゲームを終わらせるためだけに戦うと決勝戦に臨む。
最終ステージでは南雲の最期を看取り、天羽との一騎打ちとなる。しかし、天羽を下しても命を奪うことはせずその場に現れた宵刹と戦うも圧倒的な力に倒れ、天羽を目の前で殺されたことで怒りが頂点に達しその怒りから生じた陰我によってベイルが完成してしまうも、ガロの称号を望まず命を奪うことを否定し続けたことでガロの英霊に認められ、ガロの鎧を纏いベイルの鎧を纏った宵刹と壮絶な一騎打ちを繰り広げる。最初は圧倒されるも、死んでいった者たちの想いを糧に宵刹を打ち破り人界へと戻ってくる。その後は宵刹に自分を殺すように言われるも拒否するが、直後に宵刹がアザミに殺され、アザミから「あなたがガロとして生きることは決まっていた」と告げられるも、ガロとして生きるつもりはなくただ生きるだけであることを伝え、アザミが姿を消した後は黄金剣を取ることなくその場を立ち去った。
使用武器は剣（幼少のころ星合と共にUFOキャッチャーで手に入れたキーホルダーが元となっている）。
天羽 涼介（）
演 - 勇翔 (BOYS AND MEN)
裏社会に片足を踏み入れかけている青年男性。一匹狼的なスタンスで生きており“VERSUS ROAD”でも独自の行動を取るが、普段はBAR「Meteor」のバーテンをしておりそこで「コテラ」という子犬を飼っている。人助けを口実に暴力を振るっており、その筋では「不死身の天羽」と腕っぷしの強さが知れ渡っているため奏風を始めとしたアウトローから「仲間になれ」と誘われ断り続けている。敵対する者には一切容赦しないが奏風のように好戦的ではなくある程度の常識も持ち、覚悟が定まらない世那を厳しく叱咤しながらも翔李の意志を無駄にしないことを諭すなど良心も持つ（実際何度も世那を助けている）。ホラーを倒すことに固執している。
最終ステージでは香月と戦い、彼を倒すために攻撃を続けトドメを刺した。そして、覚悟を決めた世那との一騎打ちとなる。最終的に敗北するも、世那が手を下さなかったことで命拾いするも、その場に現れた宵刹によって首を斬られ、事切れる寸前に世那に「泣くな、生きろ」と告げ、ゲームオーバーとなった。
使用武器は手甲。
南雲 太輔（）
演 - 時人
Yチューバー。「ナグスケ」というハンドルネームを名乗り、「ナグステーション」という配信チャンネルで動画をアップし相応の知名度と完全記憶能力、思考力と情報収集力を持つ青年。刺激的な光景が繰り広げられる“VERSUS ROAD”を生配信して自分の配信チャンネルをバズらせ、ナンバーワン配信者としての地位とカネを得ようとする。お調子者かつ他人を平気で利用する性格だが、世那に対しては出会った当初から好意的である。また、頭の回転が早くプレイヤーの中でも最初に“VERSUS ROAD”のシステムの危険性に気付く。それからは“VERSUS ROAD”やホラーについて調べ上げ、“VERSUS ROAD”の世界が「VRの世界ではなく魔界ではないか？」という仮説を立てるまでに至っている。決勝戦直前で自身の動画サイトに“VERSUS ROAD”に関係する書き込みをした花農園の男（かつての五五）から真実を聞き、アザミと接触。その後は行方不明となっていた。
決勝戦ではすかざす世那に刃を向けて始末しようとするが、それはアザミに憑依されていたがゆえの行動だった。世那の言葉に自我を取り戻し、体から彼女を追いだすことに成功。怒りと共にアザミを罵倒し、剣を投げつけるが跳ね返されて腹を貫通。世那の腕の中で自分たちがダークメタルより生まれる鎧・ベイル誕生の糧に利用されていたことに対する悔しさと怒りを吐露し、最後に世那に「戦え」という言葉を残しゲームオーバーとなった。
使用武器は三段警棒。
香月 貴音（）
演 - とまん
本名・野田武志。中世的なルックスを武器にファッション誌のモデルをしているアパレルショップ店員の青年男子。どこにいても手作りのウサギのぬいぐるみを持っている。
“VERSUS ROAD”に招待された当初は戸惑いも見せていたがやがて順応、2ndステージでは積極的な殺人も辞さなくなっている。これは同級生と教師を殺害し、医療少年院にいた過去があり（本編で香月は「やらなきゃ自分が死んでいた」と述べている）、自分が生き残るためならば手段を選ばないという本性を持つことからの行動。自身の過去について触れられることを嫌い、それらが顕著な相手に対しては狂気と殺意を爆発させる。
決勝戦では天羽と対決。体格や腕力で天羽に圧倒的な差をつけられ、対抗するものの拳の一撃を顔面に喰らって地に伏す。最後にはトドメを刺すために殴り続ける天羽と、自身を虐待していた母のフラッシュバックを重ね、涙を流しながらゲームオーバーとなった。
使用武器はスペツナズナイフ。
星合 翔李（）
演 - 清水尚弥
ゲーマー。世那とは小学校のころからの親友。大学も同じところに入ったが、その後の将来は決めずゲームセンターでアーケードゲーム三昧の日々を送っていた。“VERSUS ROAD”の噂を世那に教えたのは彼で、ゲーム世界でも生き残るため世那に頼りまくっていた。集められた騎士の中で、なぜアザミがプレイヤーに選んだのか宵刹もわからずにいるほど陰我とはかけ離れた存在。
2回戦終了後、棄権しようと空遠に相談を持ち掛けていたが、3回戦の会場に姿を見せていたことで空遠に疑念を抱かせることとなる（これは3回戦直前の電話に空遠が出なかったための行動である。）。
その後、ゲームを棄権すると現実世界でも消滅してしまうことを知り衝突を起こしてしまう。
最終的にゲームオーバーの人数が最後の一人というところでアザミの使役したホラーに憑依されてしまう。意識がなくなる前に空遠に自身を殺してほしいと懇願するが、空遠がそれを拒否。最後には首輪の爆破スイッチを押して自ら命を絶った。
幼少のころ世那と共にUFOキャッチャーで手に入れたキーホルダーを大事に持っており、死後は世那に受け継がれ彼が魔剣を手にした時と黄金剣を手にした時に謎の光を放って力を与えた。
使用武器は空遠と色違いの剣。
奏風 大（）
演 - 門下秀太郎
いわゆる「半グレ」集団のリーダーの青年男性。裏社会の頂点に立つため、ヤクザにすら牙を剥き倒そうとする血の気が多い好戦的な性格。ストリート仕込みの残忍な戦いが特徴。天羽涼介とは中学時代に敵対し拳を交えて以来の腐れ縁であるが、その力量は認めている。そのため、天羽とは共闘する場合もある。4thステージで日向を倒すべく魔剣に手を出したが、時間切れとなりアンデッドと化す。わずかな自我を保ちながら天羽と最後の決闘をし敗北、魔剣でトドメをさされゲームオーバーとなった。
使用武器は金属バット。
日向 蓮（）
演 - Reiji (TOK¥O TRICKING MOB)
凶悪な逃走犯。殺人容疑で拘置所にいたが、護送中に逃走し、ニュースで連日報道されているため、顔は知られている。“VERSUS ROAD”の世界でも躊躇なくプレイヤーを狩り、常に無表情で何を考えているか分からず、自分の力を開放することにしか興味がない。並外れた高い身体能力と格闘センスを持ち、人界でも割り箸で大の男2人を惨殺できるほどで、プレイヤーの中でも群を抜いた実力を持つ。4thステージで魔剣の時間切れでアンデッドとなった奏風に追い詰められ、対抗するために魔剣を使用する。だが一撃を食らい気絶してしまい、時間切れでアンデッドと化す。最後には魔剣を使った空遠の一撃でゲームオーバーとなった。
使用武器はカランビットナイフ。

#### その他プレイヤー（騎士）
浪岡 純
演 - 三元雅芸
ホスト。ゲーセンにてアーケードゲームで星合に敗北して恋人に八つ当たりするなど、暴力的で理不尽な性格。VERSUS ROADの世界で星合を救おうとした空遠と格闘、倒されてゲームオーバーになり人界で行方不明となる。
野分 一矢
演 - 松浦祐也
ヤクザ。土肥、惑井を引き連れて行動する。牙狼VRの世界では他の騎士（プレイヤー）たちを次々と惨殺していく。最後には天羽に斧で殺されゲームオーバーとなる。
土肥 克己
演 - 黒石高大
ヤクザ。野分の部下で高い戦闘力を持つ。牙狼VRの世界で他のプレイヤーたちを次々と惨殺していく。最後は天羽と対決したが敗れ、ゲームオーバーとなる。
惑井 洋次
演 - 宮原尚之
ヤクザ。野分の部下。牙狼VRの世界で土肥、野分と共に他のプレイヤーたちを次々と惨殺していく。最後には奏風に金属バットで殴られゲームオーバーとなる。
雫川 学
演 - 宮本剛徳
南雲の動画のファンでアカウント名は「銀河のカワセミ」。野分に斧で襲われてゲームオーバーとなる。
岳本
演 - 松本岳
1回戦で香月をホラーの犠牲にしようとしたが、「助けてくれたらお礼に女の子を紹介する」という香月の言葉に油断し、雫川の不意打ちによってホラーに喰われてゲームオーバーとなった。
灰原
演 - 谷手人
1回戦を生き残り、2回戦では別のプレイヤーに襲われそうになっていたところを空遠と星合に助けられ、ともに行動する。
ゲームクリアに必要な鍵がゲームオーバーとなった人間と引き換えに出現することを知り、空遠を犠牲にして得ようとするが、もう一体のホラーに襲われ、ゲームオーバーになる。
水瓶 幸哉
演 - 南圭介
南雲の雇い主。傲慢な性格で独立を考える南雲を暴力で脅す。2回戦では南雲に裏切られ、ホラーに食い殺されゲームオーバーとなる。
2回戦終了後、現実世界において黛と共に消滅するが、その様子は3回戦開始前に騎士（プレイヤー）たちに「牙狼VRで敗北（ゲームオーバー）となった者は勿論、棄権（リタイア）した者も、現実世界において消滅（死）する」という事実を知らしめさせる見せしめにされた。
黛 孝輔
演 - わたる(B2takes!!)
水瓶のアシスタント。1回戦を生き残ったが、牙狼VRの世界に恐怖を覚え、2回戦を棄権。ログアウトしたことにより、2回戦終了後、ゲームオーバーとなった水瓶と共に消滅する。
UMI
演 - 栗原類
香月がリスペクトするトップモデル。多少の武術は嗜んでいるようで、襲い掛かってきた3人のプレイヤーを1人で圧倒するほどの戦闘能力を持っている。
2回戦では香月と合流しともに行動。鍵を得た後、香月を邪魔な存在として排除しようとするが返り討ちに遭い、命乞い空しくゲームオーバーとなる。
嵐山
演 - 錦織聡
口に濃いひげを生やした男。4回戦にて南雲と交戦。ロープで首を吊られ、宙吊りになりゲームオーバーとなった。
海野 タケル
演 - 小笠原奨吾
サラリーマン風の男。4回戦では香月と衝突。彼が大事にしていたウサギのぬいぐるみを壊そうとし、激昂した香月にめった刺しにされてゲームオーバーとなった。
猪丸
演 - 猪島涼介
3回戦まで生き残ったプレイヤー。序盤で香月に背後を取られ、首輪の後ろのスイッチを押され爆死してしまう。
このことからプレイヤーたちは自分たちの首につけられたものが爆弾であることを知る。
米本
演 - 米元慎太郎
3回戦まで生き残ったプレイヤー。ゲーム中盤で誰かに首輪の起爆装置を押されたらしく命乞いをしたが、最終的に南雲を含めた3人のプレイヤーに投げ飛ばされ爆死。
大川
演 - 小川慶永
3回戦まで生き残ったプレイヤー。香月と対決するが、最後には首の骨を折られてゲームオーバーとなった。
大根
演 - 大曾根敬大
3回戦まで生き残ったプレイヤー。日向と対決し、最終的にナイフで体を切り刻まれゲームオーバーとなった。

### その他
朱伽（）
演 - 桃月なしこ
“VERSUS ROAD”の進行役である女性。感情の存在すら疑われる無表情な趣きで、ゲーム遂行に徹する。しかし、最終ステージでは感情を秘めているような現象が見られ、涙を流していた。彼女の瞳はカメラと同じ役割を果たしており、葉霧やアザミがいる講堂のモニターとつながっていることが判明した。
世那が天羽を殺さなかった際にはガロの称号を得るために戦う行為自体が間違っていることを語るも、直後に宵刹に消滅させられる。最期まで正体は明かされなかったが、上述のことから恐らく人型魔導具だと思われる。
葉霧 宵刹（）
演 - 丸山智己
寡黙で冷徹な雰囲気を纏った男。“VERSUS ROAD”の主催者で、別の場所で騎士たちの様子をモニターで観察し、彼らから無意識に放出される陰我（後述）でガロ（の鎧）を満たすことを願っている。反面、ゲームを進行する中で迷いや動揺を抱いている節が度々見受けられる。
実は魔戒騎士を志しておりそれゆえ高い戦闘能力を持つ。その真なる目的はダークメタルによってガロを超える鎧を生み出すことだが、反面ガロとなることを諦めきれていない節もあり、世那がガロになった際には激しく動揺していた。決勝戦直前に世那の前に現れ意味深な言葉を残したが、世那と天羽の最後の戦いでは嘗ての自身と五五との戦いを重ね複雑な表情を浮かべていた。
世那が天羽を殺さなかった際にはその場に姿を現し、天羽を殺害することで世那の怒りから生じた陰我でベイルを完成させ、ベイルの鎧を纏い、ガロに認められ、ガロの鎧を纏った世那と壮絶な一騎打ちを繰り広げる。当初は圧倒するも、徐々に逆転され、最期には敗北する。そして、自分に勝った世那に自分を殺すように言うも、拒否されたことで、本当はガロになりたかったこと、守りし者となりたかったことを打ち明けるが、世那からは自分を守っただけと指摘され、世界の無情さを嘆くも、直後にダークメタルを操ったアザミに殺害され、ガロの名を叫びながら全身が燃え尽きて消滅した。
十三（）
演 - 本田響矢
本編の20年前士導院で魔戒騎士になるため修行をしていた守りし者見習いの男子。実は魔戒騎士を目指していたころの少年時代の宵刹。
当初は仲間想いで殺し合いに疑問を抱いていたが、無情にも仲間を切り捨て自分を殺そうとした五五に怒りに我を忘れて圧倒し半殺しにしてしまった。そしてガロを決めるための殺し合いを生き抜き最終的に勝ち残るもガロには選ばれず、自分たちを簡単に切り捨てた士導院の者たちに怒りを爆発させ、ガロの鎧から発生したダークメタルの力で彼らを殺害しその力に魅了され、20年後にアザミと再会し人の陰我から生まれるダークメタルで鎧を作るために“VERSUS ROAD”を始めることになる。
伽堂 アザミ（）
演 - 日南響子 / 丸本凛 (幼少期)
葉霧宵刹と共に“VERSUS ROAD”の進行を伺う赤髪の妖艶な女性。本作品の元凶の1人でもある。
常に余裕の笑みを浮かべながらも簡単に人の命を奪う冷酷な人物。何らかの理由から時には現実世界で騎士たちに接することもある。その出生は黄金騎士ガロと共に戦っていた魔戒法師の胎内に宿っていた赤ん坊に闇が宿った存在で、幼少のころから無邪気ながらも残酷さと冷酷さを兼ね備え、育ての母を邪魔という理由で簡単に殺害している。自身に襲い掛かってきた南雲を魔戒法師のように法術を操り、容易く制圧するほどの戦闘力を持つ。人の陰我より生まれるダークメタルを自在に操り、魔戒騎士を目指していたころの宵刹にダークメタルの凄まじさを語り、“VERSUS ROAD”を始める遠因を作る。また、宵刹と違い明確な目的はなく自身が“VERSUS ROAD”を行っているのは「楽しいから」と語っている。最終ステージでは南雲に憑依していたが、世那の言葉によって正気を取り戻した南雲に肉体の主導権を奪還され、自身の心が弱いことを指摘された際には初めて感情を露にし、自身を倒そうとした南雲を死に至らしめた。
宵刹が世那に敗北した際に再び姿を現し、本当の目的は陰我によって大量のダークメタルを精製することでありそのために宵刹を利用していたに過ぎず、用済みとなった彼をダークメタルを使って殺害し世那に「また会いましょう」と言葉を残して姿を消す。
五五（）
演 - 西村和彦 / 北川尚弥（少年期）
魔戒騎士たちとの関わりを一切捨て花農園で妻子と共に働く男性。南雲の動画サイトに「意味のないゲームはやめろ、牙狼はもういない」などと書き込んだ張本人。
実は魔戒騎士の家系に連なる家の男子。かつては剣の腕はあるが自己主張が強く、ともに戦ってきた仲間を簡単に蹴落とすことも厭わない性格で十三（かつての宵刹）とよく対立していた。
最終試験では十三に致命傷を与えられ地に伏すが辛うじて生存し、気づいたアザミにトドメを刺されそうになった際十三が止めたことで命拾いした。また、この出来事を経験したことで自分たちの過ちを悟った模様。
南雲にかつての過ちと牙狼VRに関わっているアザミの存在を警告した後、花農園に現れたアザミによって殺害された。
スゴウ
演 - ボブ鈴木
士導院の大導師。新たな牙狼を誕生させるべく100人の候補生を集めた張本人にして全ての元凶。その誤った思想が多くの悲劇を招くことになる。
最終試験で十三に黄金剣が抜けないことが分かるとまた新たに100人を集めようとするが、怒り狂った十三のダークメタルが宿った剣の一撃によって空の藻屑となった。
伽堂法師
演 - 大家由祐子
アザミの乳母である魔戒法師。アザミの正体を知っており、彼女を闇とは違う正しい道へと導く役目を持っていた。幼いころのアザミを士導院へ預けようとするも、彼女にダークメタルで殺害された。
杏璃
演 - 池山智瑛
浪岡の恋人。浪岡から八つ当たりで暴力を受けても彼を気遣う健気な性格。突如姿を消した浪岡を捜している最中にゲーセンで星合と再会、恋人の行方を尋ねたことから星合に疑念を抱かせることとなった。

## 用語
GARO -VERSUS ROAD-
最近、都市伝説的に人々の間で噂されるVR（バーチャルリアリティー）ゲーム。誰が作ったのかは一切不明で宣伝などもされていなかったり、頼んだ覚えもないのに個人の目の前に突然VRグラスと招待状入りのボックスが現れるとゲームに招待されたことになり、人はなぜかグラスを装着してしまう。装着すると一瞬意識が飛ぶようで、気が付くと謎めいた異空間で目覚め、強制的にゲーム参加させられる（「参加しない」という選択はできるが後述するようにその選択を選ぶと死の運命だけが待つ）。
ゲームとしての「GARO -VERSUS ROAD-」は、下記のようなルールで展開される。
- 最終目的はゲームを完全クリアした一人だけが得られる黄金の鎧を召還する最強の騎士の称号ガロを得ることにある。ガロに成った者はそれに付随し、望むままのモノが与えられる。
- ゲームに招待された騎士は朱枷から「ステージ」と称するゲーム空間設定・状況やクリア条件などのルールの説明を受けた後、ゲーム開始となる。ステージは何回かにわけて行われる。
- 騎士は開始前に朱枷が認めればゲームに参加せず現実世界に戻れる（強制ログアウト扱い）が、二度と“VERSUS ROAD”はプレイ出来ない（実は「現実世界に戻った時点で死ぬ」という意味だが朱伽は聞かれなければそれを言うことはない）。
- ステージをクリアすれば一旦ゲームは終了し、騎士たちは現実世界に帰ることができる。ゲーム内の記憶も維持されるが、映像を記録することは少なくとも騎士には出来ない。そのため、南雲は二回目のステージに際し事前に特殊なカメラコンタクトレンズを装着しゲームの映像を記録しようとしたが、帰還した後に機材をチェックしたところ、何も映っていなかった。
- ゲーム内で死亡したりクリア出来ずにステージが終了すると、騎士は現実世界に戻った時点で灰と化して消滅する。
- 騎士たちはゲーム世界では常人よりも強い身体能力が得られる（現実世界では弱い翔李も“VERSUS ROAD”では相応に強くなれる）。状況によってはアイテムの使用が朱伽に許可され、それをプレイヤーが使いこなせれば武器をはじめとしたあらゆるモノに変化させられる。

その実態はVRゲームなどではなく、魔導具と思われるVRグラスを装着した者を強制的に魔界へと転送し殺し合いをさせるからくりである。その真なる目的は人の陰我から生まれるダークメタルによってベイルの鎧を完成させることであり、招待された騎士たちは最初から利用されているにすぎない。
1回戦「ホラーとの鬼ごっこ」
総勢100名のプレイヤーが、ホラーから逃げ切って50名になるまで続くサバイバル・バトルだが、一部のプレイヤーはほかのプレイヤーを殺すことでも生き残りの確立が上がることと判断した者もいるため、プレイヤー同士の殺し合いとなった。
2回戦「ダンジョンからの脱出」
総勢45名のプレイヤーがダンジョンのどこかにある扉を2時間以内に開いて、脱出すればゲームクリア。何にでも変化するスティックが1本プレイヤーに付与される。だが、ホラーがダンジョン内を徘徊している。
3回戦「爆弾首輪バトル」
18名が参加し、最後の8名になるまで繰り広げられるサバイバル・バトル。各プレイヤーには背面のボタンを押すことで爆発する首輪が装着され、ボタンを押したり、外そうとしても爆発する。また、結界が張られており、外に出た者はホラーに喰われてしまう。
4回戦「アンデッド魔剣バトル」
8名が参加し、4人の勝者が決まるまで繰り広げられるサバイバル・バトル。強大な力を得ることができる魔剣が用意されているが、敵を99.9秒以内に倒さなければ、魔剣に支配されて自我を奪われ、剣の傀儡＝アンデッドと化す。また、アンデッドと化した者も魔剣でしか倒せない。
黄金騎士ガロ（）
狼を模した金色の鎧。本作品では頭部に牙がなく、エッジが全体的に利いた造りで、蛍光色が随所に配されたサイバー感が際立つデザインである。
“VERSUS ROAD”ステージの上空で常に浮遊しており、ステージクリアと共に動き出し手に持つ黄金剣でホラーを強制的に倒してゲームを終了させる。その動きには人の意思が介在しているようには見えず、まるで操り人形。また、ゲームに参加している騎士の陰我を吸収しておりそれが鎧の中でダークメタルに変化している。
朱枷の説明によると「最終的に勝ち残った騎士ただ一人のみが、黄金騎士ガロの称号とともに鎧を手に入れ、このガロの鎧を召還することができるようになる」という。
実は本編開始よりも遥か昔、500年に一度のホラーの厄災が原因でこの鎧を召還することができる一族の系譜がほぼ途絶えてしまっており、以降鎧の浄化も一切されていないらしくダークメタルを生成し続けている。さらに、その戦いのどさくさに紛れ闇の力がガロの相棒だった女性の胎児に入り込み、生まれた子供がアザミだった。
最後の戦いではベイル完成と共に一度は砕け散るも、これまでの者たちとは違いガロの称号を求めず人の命を奪うことを拒否し続けた世那を認め牙狼剣を与え、鎧を纏った世那と共にベイルを打ち破った。
- 本作品では「金色」と「狼」の要素を残しつつ、「シンプル感」「サイバー感」「スピーディー感」を押し出す方向で描いている。従来のガロが基本的に湾曲の和のラインが強調されていたため、それに反比例して、角の多い、シャープなラインを意識して、サイバー感をそこに足している。頭部の両サイドや、腕や太ももなども流れるようなデザインにして、スピーディー感を出している。自由度の高い動きにも対応できるように、ウエットスーツの面積を多くしている。別途で発光箇所の指定用デザインも描かれている。歴代ガロの面影が出ることから、ガロのトレードマークであった口の牙をあえて排除し、血管と解釈した発光箇所をその代わりに加えることで口元のみが暗闇でも暗くなることなく、発光バランスを全体的に均等に保っている。

ホラー
魔界の住人たる異形の化け物。従来の「GAROシリーズ」における素体ホラーだが、魔導具によって制御されているためところどころが発光する金属の制御装置のような装甲を身体中に装着しており、機械的なフォルムで目元もバイザー状になっている。“VERSUS ROAD”ステージを徘徊し、常に騎士を狙っている。アザミの意思で行動と能力がコントロールできるようで、通常はかなり抑制された状態となっている（アザミが能力を開放してやればおそらく騎士を余裕で全員殺せるくらいの戦闘力がある）。また、従来作同様ヒトに憑依し化けることができ翔李が憑依されかかった（前述の通り翔李は完全に憑依される前に自爆し現実世界で消滅した）。
- 100パーセント装甲を付けた状態でデザインされ、装甲の情報量を削りながら造形部のOKが出るまで作業された。素体ホラーのデザイン画に幾何学模様的に金属板を配置している。

陰我（）
人間が自我に目覚めた時から心の奥底で無意識に生じる、さまざまな負的感情の総称。従来の「GAROシリーズ」から継承され、本作品でも最初から登場する設定のひとつ。
魔導具（）
魔戒法師が作った道具。
士導院（）
スゴウが新たなガロを誕生させるべく100人の候補生を集めた地。本作品の元凶とも言える場所でもある。
空中に浮いており、特殊な方法でしか立ち入ることができない。候補生たちは皆「十三」「五五」など番号で呼ばれ、最後の一人になるまで試練を与えられ最終的には殺し合いに発展した。“VERSUS ROAD”の前身であるが、宵刹は殺し合い自体は「下らない」と語っている。
ダークメタル
人間の陰我から生まれるとされる漆黒の素材。ソウルメタルを遥かに凌ぐ力を持つとされ、その威力は一撃で山や地形を吹き飛ばしてしまうほどの力を秘めている。形状は液状のような物から鋭利な物質に変化するなど、固有の原型を持っておらず、現時点では自在に操れるのはアザミのみ。詳しい詳細は不明だが、ガロの鎧が吸収した陰我が鎧の中でダークメタルに変化することで発生し、それを操りアザミは乳母を殺害し怒り狂った十三は士導院の魔導士たちを殺害した。
ベイル
宵刹がダークメタルによって生成された漆黒の鎧を纏った姿。
ガロの鎧に吸収されて満ちた騎士たちの陰我が鎧の中でダークメタルに変異し、それがベイルという一つの形となることで生まれた鎧であり、本作品のガロ同様機械的なデザインである。強大な力を持ち、ガロの鎧を圧倒できる力を持つ。また、ダークメタルの電磁的なワイヤーで小さな刃が連結された蛇腹剣を鞭のように操ることも可能。
- 本作品のガロ同様フルCGで描かれている。

## スタッフ
- 原作：雨宮慶太
- 企画：田中文
- 監督：綾部真弥、永江二朗、田口桂
- アクション監督：小原剛
- シリーズ構成：江良至
- 脚本：江良至、平松正樹、和田清人、内田裕基
- 音楽：寺田志保、栗山善親
- 音響制作：東北新社
- プロデューサー：田中文、中澤研太、石塚清和
- アシスタントプロデューサー：山岡健太、大西麻世
- VFXプロデューサー：佐藤大祐
- ホラースーツアクター/スタント：小豆畑祐二、工藤舞人
- 音楽制作：Lantis
- 制作協力：ファインエンターテイメント、オムニバス・ジャパン
- 特別協力：サンセイアールアンドディ
- 制作/製作：東北新社

## 主題歌
オープニングテーマ「Theme of GARO-VERSUS ROAD-」
作曲・編曲：寺田志保、栗山善親
※ 従来の実写「GARO」作品同様、インストゥルメンタル楽曲（コーラスとしてJAM Projectメンバーが参加）。
エンディングテーマ「Versus Road 〜非現実的サバイバル〜」
作詞・作曲：影山ヒロノブ / 編曲：栗山善親 / 歌：JAM Project

## 各話リスト
| 話数 | サブタイトル | 脚本     | 監督     |
| ---- | ------------ | -------- | -------- |
| #1   | NEW GAME     | 江良至   | 綾部真弥 |
| #2   | SAVE         | 江良至   | 綾部真弥 |
| #3   | ITEM         | 内田裕基 | 永江二朗 |
| #4   | FREEZE       | 内田裕基 | 永江二朗 |
| #5   | BUG          | 和田清人 | 田口桂   |
| #6   | GAME OVER    | 和田清人 | 田口桂   |
| #7   | FRIEND       | 平松正樹 | 綾部真弥 |
| #8   | COUNTER      | 平松正樹 | 綾部真弥 |
| #9   | PROLOGUE     | 江良至   | 田口桂   |
| #10  | ENCOUNT      | 和田清人 | 田口桂   |
| #11  | LAST STAGE   | 内田裕基 | 綾部真弥 |
| #12  | VERSUS ROAD  | 江良至   | 綾部真弥 |

※ #6と#7の間には特別編「#6.5 CHECK POINT」と題し、前半のストーリーダイジェストや、メインキャストによる印象的なシーンの紹介。および今後の展開を少し垣間見せる特別映像などが放送された。ナレーションは歴代シリーズで英霊ガロの声などを担当した西凜太朗。

## 放送・配信
| 放送期間               | 放送時間                     | 放送局         | 対象地域 | 備考                                                   |
| ---------------------- | ---------------------------- | -------------- | -------- | ------------------------------------------------------ |
| 2020年4月2日 - 6月26日 | 木曜 22:00 - 22:30           | TOKYO MX       | 東京都   |                                                        |
| 2020年4月3日 - 6月25日 | 金曜 1:00 - 1:30（木曜深夜） | BS日テレ       | 日本全域 | BS放送                                                 |
| 2020年4月6日 - 6月28日 | 月曜 0:00 - 0:30（日曜深夜） | ファミリー劇場 | 日本全域 | CS放送 最終回前週に第1話～第11話までのリピート放送あり |

ネット配信はバンダイチャンネル・Hulu、J:COMオンデマンド、ビデオパス、ファミリー劇場CLUB、ファミ劇Neo、ファミ劇Neo+にて、2020年4月より随時配信中。

## 関連商品

### DVD・Blu-ray
2020年10月21日に東北新社からDVDとBlu-rayが発売された。

### 音楽配信・CD
Versus Road ～非現実的サバイバル～
『牙狼<GARO>黄金歌集「牙狼奏」』の発売延期によって、2020年6月24日に本作のエンディングテーマが配信された。
牙狼<GARO>黄金歌集「牙狼奏」
2020年9月23日にランティスから発売された、牙狼シリーズのベストアルバム。本作のオープニングとエンディングテーマが収録されている。